# Ямамото Рьота
Рьота Ямамото (13 травня 1997 , Кіджіма-Дайра, Префектура Наґано ) — японський лижний двоборець, олімпійський медаліст.  

## Виступи на Олімпійських іграх
| Рік  | Місце проведення | НТ | ВТ | КВТ |
| ---- | ---------------- | -- | -- | --- |
| 2022 | Пекін, Росія     | 14 | 12 | 3   |

## Зовнішні посилання
- Досьє на сайті FIS [Архівовано 9 лютого 2022 у Wayback Machine.]

## Виноски
1. ↑  Міжнародна федерація лижного спорту — 1924.